# Le muraglie della Terra
Le muraglie della Terra (Behind the Walls of Terra) è un romanzo di fantascientifico del 1974 scritto da Philip José Farmer. È il quarto libro del Ciclo dei fabbricanti di universi.
È stato pubblicato in italiano al numero 15 della serie Cosmo. Collana di Fantascienza.

## Trama
Kickaha dopo essere ritornato insieme ad Anana sulla Terra, inizia la caccia all'ultima "Campana Nera" superstite.
Durante la ricerca, si imbatte negli uomini di Orco Rosso che cercano di ucciderlo. Kickaha cerca di spiegare a quest'ultimo il motivo della sua venuta sulla Terra, ma Orco Rosso credendo sia un tranello, cerca di uccidere Kickaha e Anana ad ogni costo.
Dopo una lunga serie di scontri, Kickaha riesce ad uccidere l'ultima Campana. Rimasto intrappolato nel palazzo di Orco Rosso, tentando di evadere, si ritrova intrappolato nell'universo di Urthona (un altro Signore).
Ritrovatosi in quest'ultimo universo, insieme ad Anana e Orco Rosso, inizia la ricerca di Jadawin e Chryseis (anche loro intrappolati nell'universo di Urthona), e della porta che ricondurrà tutti all'universo di Jadawin.

## Edizioni
- Philip José Farmer, Fabbricanti di universi, collana Cosmo Oro n° 15, Editrice Nord, 1974,  p. 648, ISBN 88-429-0312-4. (Il volume comprende i primi 4 romanzi del ciclo)